# Pterostylis micromega
Pterostylis micromega är en orkidéart som beskrevs av Joseph Dalton Hooker. Pterostylis micromega ingår i släktet Pterostylis och familjen orkidéer. Inga underarter finns listade i Catalogue of Life.